# Alfonso II d'Aragona
Alfonso, battezzato Raimondo Berengario, detto il Casto o il Trovatore (Alfons in catalano, Alifonso in aragonese; Villamayor del Valle, 1-25 marzo 1157 – Perpignano, 25 aprile 1196), fu conte di Barcellona (che includeva quasi tutte le contee della Catalogna) dal 1162, poi, dal 1164 re di Aragona (che includeva le contee di Sobrarbe e di Ribagorza) e riunendo i due domini in un unico stato, detto Corona d'Aragona, assunse il nome di Alfonso II e regnò fino al 1196; fu anche conte Alfonso I di Provenza dal 1167 al 1173 e dal 1185 al 1195 e conte Alfonso I di Rossiglione dal 1172 al 1196.

## Origine
Secondo la Ex Brevi Historia Comitum Provinciæ e familia comitum Barcinonensium era figlio della regina d'Aragona e contessa di Sobrarbe e Ribagorza Petronilla e del principe d'Aragona e conte di Barcellona, Gerona, Osona e Cerdagna, Raimondo Berengario IV che, secondo la Ex Brevi Historia Comitum Provinciæ e familia comitum Barcinonensium era figlio del conte di Barcellona, Gerona, Osona e Cerdagna Raimondo Berengario III e della contessa di Provenza e Gévaudan, Dolce I, figlia primogenita del Visconte di Millau, di Gévaudan, e di Carlat, Gilberto I di Gévaudan e della contessa di Provenza Gerberga (come ci viene confermato dalle Note dell'Histoire Générale de Languedoc, Tome II), figlia secondogenita del conte di Provenza, Goffredo I e della moglie Stefania o Dolce (?- dopo il 1096, anno in cui Stefania fece una donazione per l'anima del figlio Bertrando), come viene riportato a pagina 529 delle Note dell'Histoire Générale de Languedoc, Tome II; secondo lo storico Szabolcs de Vajay, Stefania era viscontessa di Marsiglia, figlia del visconte di Marsiglia, Guglielmo II.
Petronilla, secondo la Ex Brevi Historia Comitum Provinciæ e familia comitum Barcinonensium era figlia del re d'Aragona e conte di Sobrarbe e Ribagorza Ramiro II e della moglie, Matilde (o Agnese) di Poitiers (1103-circa 1160), figlia legittima del duca d'Aquitania e conte di Poitiers Guglielmo IX (questa tesi è sostenuta, sia dal Chronicon sancti Maxentii Pictavensis, Chroniques des Eglises d'Anjou che dalla Ex Gestis Comitum Barcinonensium, e anche dalla Crónica de San Juan de la Peña. Infine, secondo le Europäische Stammtafeln, vol II, 58 e 76 (non consultate) era figlia illegittima di Guglielmo IX) e vedova del visconte Emerico V di Thouars (questo matrimonio è confermato dalla donazione n° CXLVII del Cartulaire de l'abbaye de la Sainte-Trinité de Tiron, Tome I, del 1030 circa, fatta unitamente da Emerico e Agnese), che si era dimostrata fertile con il suo primo marito, come ci conferma il documento n° 1159 della Chronique de Robert de Torigni, abbé de Mont-Saint-Michel, Tome I, dove la sposa e chiamata Matilde; e la Ex Fragmentis Chronicorum Comitum Pictaviæ, Ducum Aquitaniæ dove la sposa è chiamata Matilde (Mahauda), detta Agnese (Agnes dicta), che però sostiene, assieme ad altre fonti non primarie che Agnese era la figlia di Guglielmo, signore di Puy-du-Fou.

## Biografia
Alla nascita, avvenuta nel 1157, fu battezzato con lo stesso nome del padre, Raimondo Berengario. Infatti in un passo delle Crónicas navarras (Crónicas navarras), si legge « …el rey don Alfonso, que ovo nombre Remón Belenguer,...».
In quello stesso passo viene confermato che Alfonso era il secondogenito, in quanto, elencando i figli di Raimondo Berengario IV e Petronilla, viene nominato per secondo (don Pedro…el rey don Alfonso). Sempre le Crónicas navarras confermano che il primogenito, Pietro (Pedro), morì giovane e infatti la Ex Brevi Historia Comitum Provinciæ e familia comitum Barcinonensium citano Alfonso (Ildefonso) come primogenito, seguito dai fratelli, Raimondo (Pietro, poi divenuto Raimondo Berengario) e Sancho.
Raimondo Berengario, il 30 gennaio del 1160, all'età di tre anni scarsi, venne promesso in sposo ad una principessa, che di anni ne aveva circa dodici, Mafalda del Portogallo (1148-1173), figlia del re Alfonso I del Portogallo e di Mafalda di Savoia, però il matrimonio non fu mai celebrato, perché, quando Mafalda morì, nel 1173, il re della corona d'Aragona, che nel frattempo aveva assunto il nome di Alfonso in onore del prozio, Alfonso I il Battagliero, aveva appena quindici anni.
Alcune fonti riportano però che Alfonso e Mafalda contrassero matrimonio; infatti, la Chronica Breve do Archivo Nacional, Portugaliæ Monumenta Historica, Scriptores, Vol. I, II, p. 25 (non consultato) registra il matrimonio tra Alfonso II il Casto e Mafalda del Portogallo.

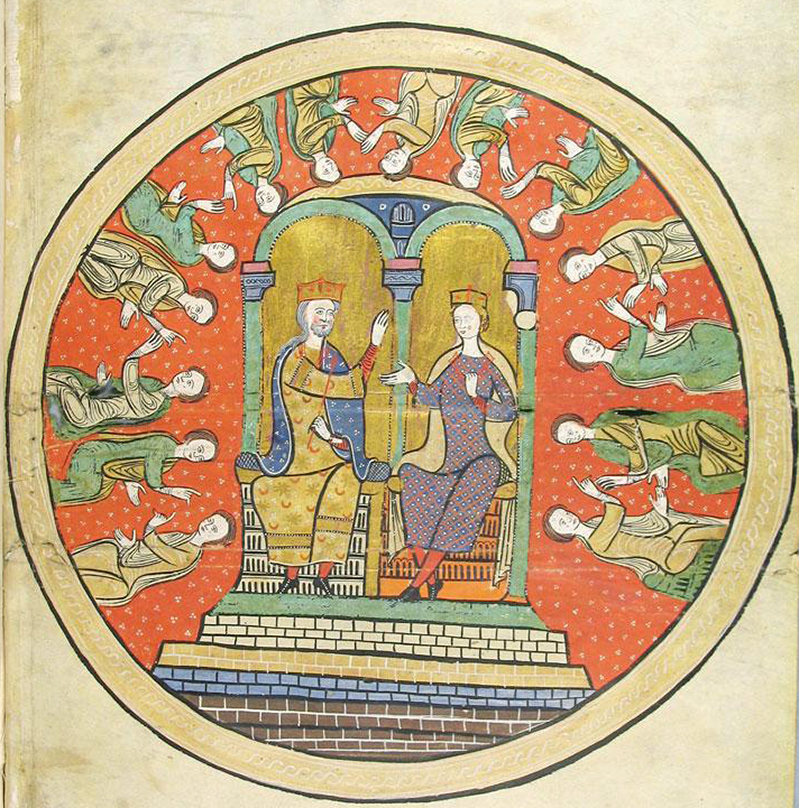
Alfonso II d'Aragona il Trovatore (o il Casto) e la moglie, Sancha di Castiglia presiedono il Consiglio Reale (miniatura dell fine del XII secolo).

Nell'agosto del 1161, secondo la Ex Gestis Comitum Barcinonensium, suo padre, Raimondo Berengario IV, accompagnò sino a Torino il nipote, il conte di Provenza Raimondo Berengario II, per richiedere ed ottenere la conferma della contea di Provenza da parte dell'imperatore Federico Barbarossa.
Sulla via del ritorno da Torino, a Borgo San Dalmazzo, nel 1162, Raimondo Berengario IV morì (la morte di Raimondo Berengario IV è riportata anche dagli Annales Sancti Victoris Massilienses), conferendo al nipote la tutela del suo successore sul trono d'Aragona e nella contea di Barcellona, il figlio secondogenito Raimondo Berengario (il futuro Alfonso II).
Alfonso nel 1162, dopo la morte del padre, ereditò il titolo di Conte di Barcellona e delle altre contee catalane, di cui fu investito il 24 febbraio 1163; mentre con l'abdicazione formale di sua madre, nel 1164, al momento di salire sul trono di Aragona, assunse il nome di Alfonso in onore del prozio Alfonso I il Battagliero, fratello di suo nonno, Ramiro II e attuò l'unione dinastica fra le contee catalane e il regno d'Aragona dando origine alla Corona d'Aragona. Per desiderio di sua madre, che assieme al cugino di Alfonso, il conte di Provenza Raimondo Berengario II, erano i suoi tutori, regnò con il nome di Alfonso I di Catalogna e II di Aragona.
Nel 1166, alla morte del cugino, il conte di Provenza Raimondo Berengario II, che in competizione con Genova cercava di espandere la contea verso occidente, tentatando di conquistare Nizza (la Ex Brevi Historia Comitum Provinciæ e familia comitum Barcinonensium, ci conferma che morì a Nizza, mentre gli Annales Sancti Victoris Massilienses ci confermano che Raimondo Berengario, nipote del conte di Barcellona, mori nel 1066), Alfonso il Casto, rivendicò la contea, in quanto l'erede legittimo, Dolce II di Provenza, era femmina.
Nel 1167, dato che, secondo la Ex Brevi Historia Comitum Provinciæ e familia comitum Barcinonensium la madre di Dolce, Richenza di Polonia, si stava accordando con il conte di Tolosa, Raimondo V, Alfonso, con un esercito, entrò in Provenza, spodestò Dolce e s'impadronì della contea, assumendo il titolo di conte Alfonso I di Provenza, come risulta da un documento di quell'anno « "Ildefonsus…rex Aragonensis, comes Barchinonensis, duc Provinciæ"».

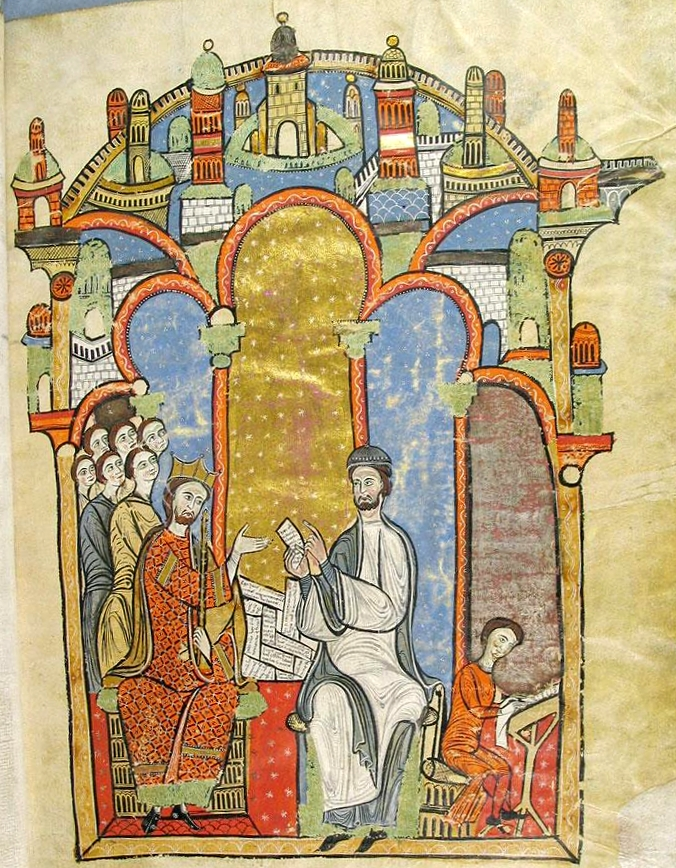
Un'illustrazione del Liber feudorum maior che rappresenta Alfonso II di Aragona con il redattore dell'opera, Ramon de Caldes.

Tra il 1169 e il 1172 Alfonso fondò la città di Teruel, mentre nel 1170 si era assicurato il vassallaggio della contessa del Béarn, Maria.
Il 4 luglio 1172, il conte del Rossiglione, Gerardo II redasse il suo testamento, in cui lasciava tutti i suoi domini (totum integriter dono domino meo regi Aragonensiumdy et successoribus ejus) ad Alfonso II; il testamento di Gerardo II, conte di Rossiglione si trova nel Diplomatari del Masdéu. Volum II, documento n° 86; alla morte di Gerardo II, che secondo il Viage Literario, Tome V, Apendice, Chronicon alterum Rivipullense, avvenne nel 1173, Alfonso II gli succedette in tutti i suoi domini, divenendo conte di Rossiglione, visconte di Fenouillet, Vallespir e Perapertusa.

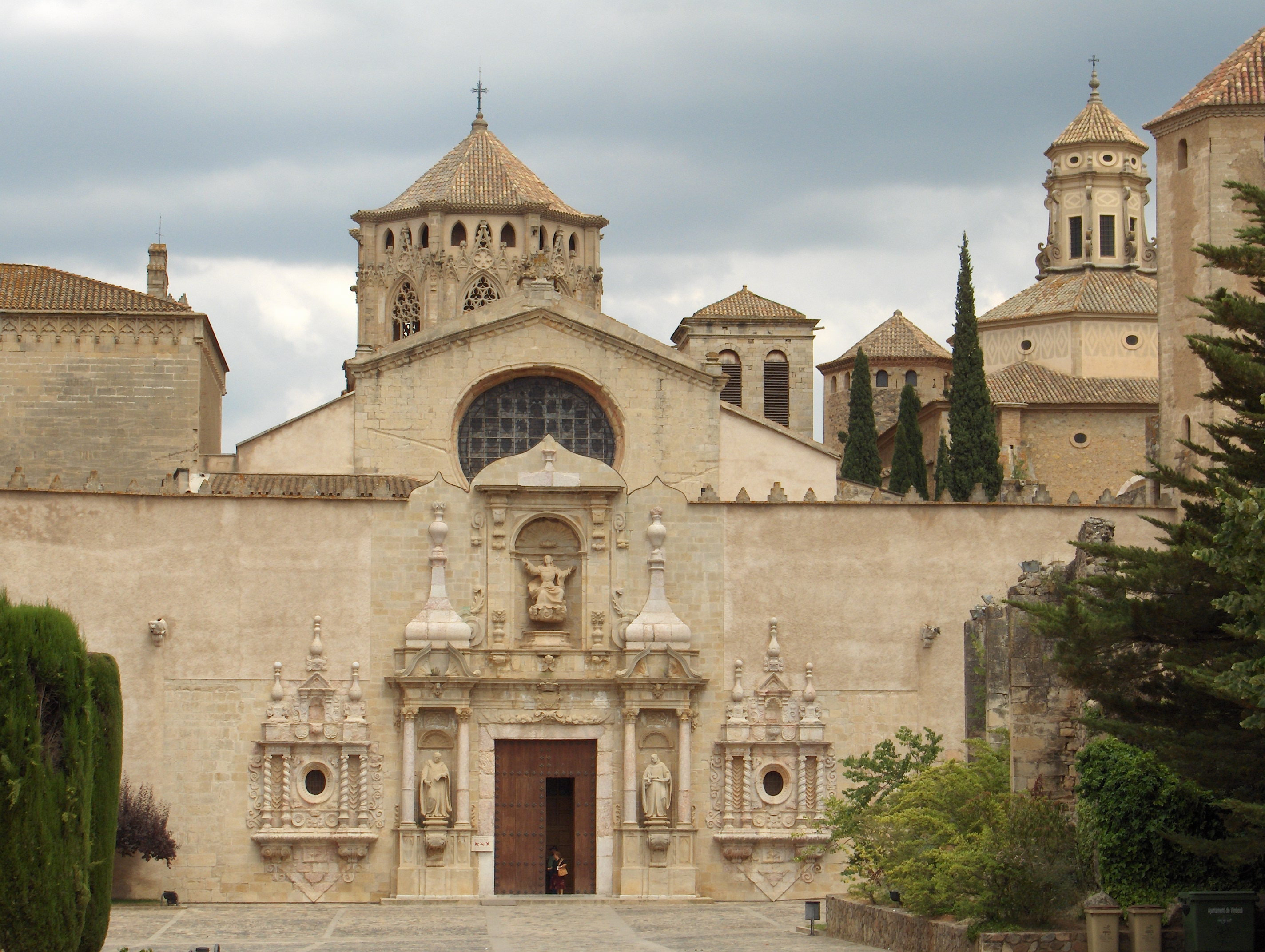
Il Monastero di Santa Maria di Poblet.

Nel 1173, dopo la morte della legittima erede, Dolce II, avvenuta alla fine del 1172 (Dolce morì prima del 12 dicembre 1172, perché, in quella data, secondo il documento CCXXIX, delle Notes de l'Histoire Générale de Languedoc, Tome IV, la nonna, Beatrice confermò nel titolo di contessa di Melgueil, solo sua figlia, Ermessinda e non più Dolce), cedette la contea di Provenza al fratello minore, Raimondo Berengario, che era stato battezzato Pietro, come risulta delle Crónicas navarras (el conte don Pedro de Provença).
Secondo le Crónicas navarras e le Ex Gestis Comitum Barcinonensium (Gesta comitum barchinonensium), il 18 gennaio del 1174 Alfonso, a Saragozza, sposò Sancha di Castiglia (1154-1208), che, secondo le Crónicas navarras (Crónicas navarras) e le Ex Gestis Comitum Barcinonensium (Gesta comitum barchinonensium) era figlia del re di León e Castiglia Alfonso VII l'Imperatore e di Richenza di Polonia, figlia del principe di Polonia, duca di Cracovia e di Slesia Ladislao II (fuggito da Cracovia, nel 1146), detto l'Esiliato (1105-1159) e di Agnese (Cristina) di Babenberg(1111–1157 figlia del Margravio d'Austria, Leopoldo III, e di Agnese di Waiblingen, figlia dell'imperatore, Enrico IV e madre dell'imperatore, Corrado III e del duca Federico II di Svevia). Richenza era quindi la cugina dell'imperatore, Federico Barbarossa.

Signum Regis di Alfonso II, lo stesso di Pietro I e Alfonso I.

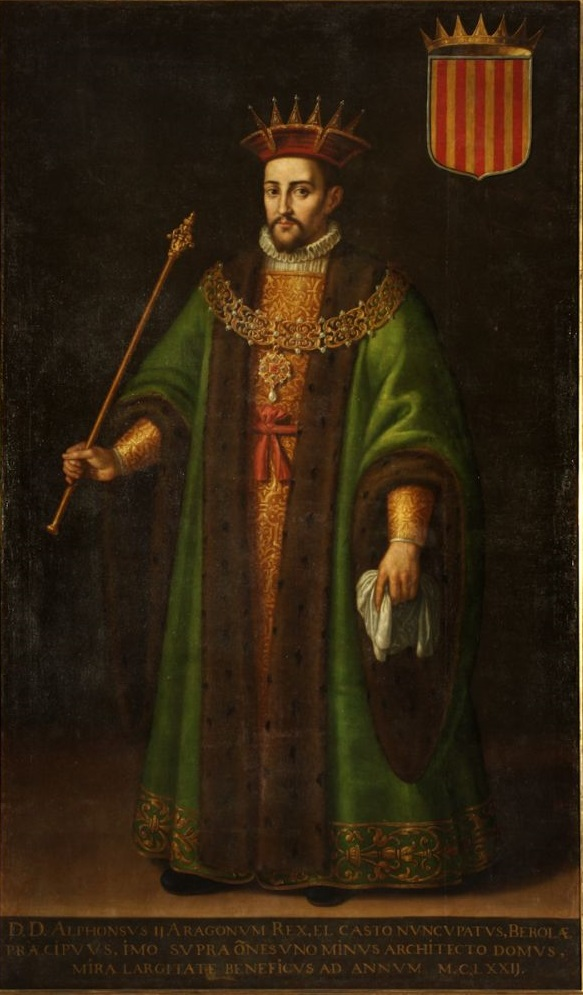
Ritratto di Alfonso II, di Pedro Pertús, secolo XVI

In quello stesso anno (il 16 ottobre 1174) morì la madre, Petronilla, e Alfonso cominciò a governare da solo la corona d'Aragona.
Nel 1175 Centulo, il conte di Bigorre, si riconobbe vassallo del re d'Aragona.
In quegli anni, dopo aver stretto un'alleanza con il cognato, il re di Castiglia, Alfonso VIII, tra il 1170 e il 1179, lo aiutò nella guerra al re di Navarra, Sancho VI, che permise al re di Castiglia l'occupazione della regione di Rioja. L'aiuto che Alfonso II diede al re di Castiglia anche nella liberazione di Cuenca dai Mori, gli permise di liberarsi dal vassallaggio che l'Aragona doveva alla Castiglia.
Infatti nel 1179, a Cazorla, venne siglato un trattato tra Alfonso VIII di Castiglia e Alfonso II d'Aragona, in cui non solo si stabilivano gli attuali confini esistenti tra i due regni, ma venivano anche definiti i territori che sarebbero loro toccati in un'eventuale reconquista del territorio in possesso dei mori, con la Murcia sotto l'influenza del regno di Castiglia, mentre Valencia inclusa Dénia, sino al paese di Biar furono assicurate all'Aragona che avrebbe permesso alla Corona d'Aragona di portare i confini dal fiume Júcar al Segura.
Sempre nel 1179, si fece confermare il vassallaggio del conte di Béziers e Carcassonne, Ruggero II.
Nel 1181, alla morte di suo fratello, Raimondo Berengario, consegnò la contea al fratello minore, Sancho I. Ma poi nel 1185 esautorò il fratello e gli subentrò nella contea di Provenza, assumendo il titolo di marchese di Provenza e dando la procura a governare la contera al conte di Foix, Ruggero Bernardo III. Infine quando il suo figlio maschio secondogenito, Alfonso Berengario, raggiunse la maggiore età, nel 1195, gli cedette la contea di Provenza.
Nel 1186 intervenne anche in Sardegna (dove era già intervenuto una decina di anni prima, quando aveva inviato un contingente armato in supporto al giudice di Arborea, Barisone II di Arborea e a suo cognato, Ugo Poncho Cervera Bas: il fratello maggiore della nuova moglie di Barisone, Agalbursa) per aiutare la cugina Agalbursa, vedova del giudice di Arborea, Barisone II, a portare sul trono del regno di Arborea il proprio nipote, ancora bambino, Ugone I de Serra-Bas, contro l'altro aspirante Pietro I De Lacon Serra.
Anche le contee guasconi di Béarn e di Bigorre gli resero omaggio, nel 1187. Ormai il regno di Aragona era una potenza e Alfonso cominciò così ad intervenire negli affari della Linguadoca, cosa che fu di cattivo auspicio per il suo successore, Pietro II d'Aragona.
Nel 1192, quando morì la contessa Dolce de So acquisì anche la contea di Pallars Jussà.
Infine nel 1194, fu completato il Liber feudorum maior, un registro di tutte le proprietà esistenti nei domini di Alfonso II, redatto dal giurista Ramon des Caldes.
Nel dicembre del 1194, Alfonso II fece testamento, in cui stabilì che, nella Corona d'Aragona, gli sarebbe succeduto il figlio primogenito, Pietro, mentre la contea di Provenza sarebbe andata al maschio secondogenito, Alfonso Berengario, come riportato nel  Volume 2 de Los condes de Barcelona vindicados di Pròsper de Bofarull.
Secondo il Gesta Comitum Barchinonensium e la Cronaca piniatense, Alfonso morì a Perpignano, il 25 aprile 1196 (la morte di Alfonso II è riportata negli Anales Toledanos I). Alfonso fu inumato nel Monastero di Santa Maria di Poblet (la morte e la sepoltura al Monastero di Santa Maria di Poblet di Alfonso II è stato riportato anche dalla Chronica Albrici Monachi Trium Fontium). Dato che aveva concesso il titolo di conte di Provenza al suo secondogenito, Alfonso Berengario, lasciò tutti gli altri domini della corona d'Aragona, al primogenito, Pietro.
Alfonso fu molto stimato per la sua fede, che si concretizzò in molte offerte alle chiese e ai monasteri, agevolò l'inserimento dei monaci cistercensi nella valle dell'Ebro, e in un insediamento da lui favorito, nel 1202 sorse il Real Monasterio de Nuestra Senora de Rueda, che sarà il primo istituto di tecnica idraulica della penisola iberica. Finì la costruzione del Monastero di Santa Maria di Poblet dove fu sepolto. Combatté contro i Mori e conquistò tutta l'Aragona. Fece suo vassallo il Re Moro di Valencia.
Inoltre fu in ottimi rapporti con Riccardo cuor di Leone (tra il 1182 e il 1183, durante la guerra che oppose Riccardo a suo fratello, il re d'Inghilterra, Enrico il Giovane, per l'Aquitania, Alfonso II combatté a fianco di Riccardo) e fu anche un noto poeta e intrattenne rapporti con altri poeti e trovatori, con Guilhem de Saint-Leidier, Raimbaut d'Orange, Dalfi d'Alvernha, Azalaïs de Porcairagues e con Giraut de Bornelh con il quale ha composto una tenzone (Be ·m plairia, seingner en reis). In diversi manoscritti gli viene attribuita la canzone Per mantas guizas m'es datz.

## Discendenza
Alfonso e Sancha ebbero otto (o nove) figli:
- Pietro[37] (1174-1213), re d'Aragona e di tutte le contee catalane (regnum Aragoniæ et Comitatus Barchinonæ, Bisuldini, Cerritaniæ et Rossilionis, ac Palearensem)[18];
- Costanza[37] (1179-1222), sposata nel 1198 con Emerico d'Ungheria[37] e poi nel 1209, su suggerimento del Papa Innocenzo III, con il re di Sicilia e futuro re dei Romani e futuro imperatore, Federico II[44];
- Alfonso Berengario[37] (1180-1209), che, nel 1195, successe al padre nella contea di Provenza (Ducatum Provinciæ)[37];
- Eleonora d'Aragona[18] (1182-1226) sposata, nel 1203, al conte di Tolosa, Raimondo VI[44];
- Sancha d'Aragona[18] (1186- circa 1241) sposata, nel febbraio 1211, al futuro conte di Tolosa, Raimondo VII, figlio di Raimondo VI[44];
- Sancho d'Aragona, conte di Rossiglione, morto in giovane età (solo secondo i Re d'Aragona della casa di Barcellona[43]);
- Raimondo Berengario d'Aragona, morto giovane[37];
- Ferrante d'Aragona[45](1190-1249) che, nel 1214, fu escluso dal comitato di reggenza del nipote, Giacomo I e fu tra i magnati che si unirono in una lega contro il re d'Aragona Giacomo I e furono definitivamente sconfitti, nel 1227. In seguito divenne monaco cistercense nel Monastero di Santa Maria di Poblet e fu abate nel monastero di Montearagón[45];
- Dolce d'Aragona (1192-?), che diventò religiosa[20] nel monastero di Sixena, che era stato fondato dalla madre.

## Ascendenza
|                                       |                           |                              | Genitori                   |  |  | Nonni |  |  | Bisnonni                             |  |  | Trisnonni                           |  |
|                                       |                           |                              |                            |  |  |       |  |  | Raimondo Berengario II di Barcellona |  |  | Raimondo Berengario I di Barcellona |  |
|                                       |                           |                              |                            |  |  |       |  |  | Raimondo Berengario II di Barcellona |  |  | Raimondo Berengario I di Barcellona |  |
|                                       |                           | Almodis de La Marche         |                            |  |  |       |  |  | Raimondo Berengario II di Barcellona |  |  |                                     |  |
| Raimondo Berengario III di Barcellona |                           |                              |                            |  |  |       |  |  | Raimondo Berengario II di Barcellona |  |  |                                     |  |
|                                       |                           | Matilde d'Altavilla          | Roberto il Guiscardo       |  |  |       |  |  |                                      |  |  |                                     |  |
|                                       |                           | Matilde d'Altavilla          | Roberto il Guiscardo       |  |  |       |  |  |                                      |  |  |                                     |  |
|                                       |                           | Matilde d'Altavilla          | Sichelgaita di Salerno     |  |  |       |  |  |                                      |  |  |                                     |  |
| Raimondo Berengario IV di Barcellona  |                           | Matilde d'Altavilla          |                            |  |  |       |  |  |                                      |  |  |                                     |  |
|                                       |                           | Gilbert I, conte di Gévaudan | …                          |  |  |       |  |  |                                      |  |  |                                     |  |
|                                       |                           | Gilbert I, conte di Gévaudan | …                          |  |  |       |  |  |                                      |  |  |                                     |  |
|                                       |                           | Gilbert I, conte di Gévaudan | …                          |  |  |       |  |  |                                      |  |  |                                     |  |
| Dolce I di Provenza                   |                           | Gilbert I, conte di Gévaudan |                            |  |  |       |  |  |                                      |  |  |                                     |  |
|                                       |                           | Gerberga di Provenza         | Goffredo I di Provenza     |  |  |       |  |  |                                      |  |  |                                     |  |
|                                       |                           | Gerberga di Provenza         | Goffredo I di Provenza     |  |  |       |  |  |                                      |  |  |                                     |  |
|                                       |                           | Gerberga di Provenza         | Stefania                   |  |  |       |  |  |                                      |  |  |                                     |  |
| Alfonso II d'Aragona                  |                           | Gerberga di Provenza         |                            |  |  |       |  |  |                                      |  |  |                                     |  |
|                                       | Sancho Ramírez di Aragona | Ramiro I d'Aragona           |                            |  |  |       |  |  |                                      |  |  |                                     |  |
|                                       | Sancho Ramírez di Aragona | Ramiro I d'Aragona           |                            |  |  |       |  |  |                                      |  |  |                                     |  |
|                                       | Sancho Ramírez di Aragona | Gilberga di Foix             |                            |  |  |       |  |  |                                      |  |  |                                     |  |
| Ramiro II di Aragona                  | Sancho Ramírez di Aragona |                              |                            |  |  |       |  |  |                                      |  |  |                                     |  |
|                                       |                           | Felicia di Roucy             | Ilduino IV di Roucy        |  |  |       |  |  |                                      |  |  |                                     |  |
|                                       |                           | Felicia di Roucy             | Ilduino IV di Roucy        |  |  |       |  |  |                                      |  |  |                                     |  |
|                                       |                           | Felicia di Roucy             | Adelaide di Roucy          |  |  |       |  |  |                                      |  |  |                                     |  |
| Petronilla di Aragona                 |                           | Felicia di Roucy             |                            |  |  |       |  |  |                                      |  |  |                                     |  |
|                                       |                           | Guglielmo IX d'Aquitania     | Guglielmo VIII d'Aquitania |  |  |       |  |  |                                      |  |  |                                     |  |
|                                       |                           | Guglielmo IX d'Aquitania     | Guglielmo VIII d'Aquitania |  |  |       |  |  |                                      |  |  |                                     |  |
|                                       |                           | Guglielmo IX d'Aquitania     | Hildegarda di Borgogna     |  |  |       |  |  |                                      |  |  |                                     |  |
| Agnese d'Aquitania                    |                           | Guglielmo IX d'Aquitania     |                            |  |  |       |  |  |                                      |  |  |                                     |  |
|                                       |                           | Filippa di Tolosa            | Guglielmo IV di Tolosa     |  |  |       |  |  |                                      |  |  |                                     |  |
|                                       |                           | Filippa di Tolosa            | Guglielmo IV di Tolosa     |  |  |       |  |  |                                      |  |  |                                     |  |
|                                       |                           | Filippa di Tolosa            | Emma di Mortain            |  |  |       |  |  |                                      |  |  |                                     |  |
|                                       |                           | Filippa di Tolosa            |                            |  |  |       |  |  |                                      |  |  |                                     |  |

### Fonti primarie
- (LA) Rerum Gallicarum et Francicarum Scriptores, tome XII..
- (LA) España Sagrada, volume XXIII..
- (LA) Chronicon sancti Maxentii Pictavensis..
- (LA) Cartulaire de l'abbaye de la Sainte-Trinité de Tiron, Tome I..
- (LA) España Sagrada, volume XLIII..
- (LA) Monumenta Germaniae Historica, Scriptores, Tomus XXIII. URL consultato il 1º marzo 2020 (archiviato dall'url originale il 23 settembre 2015)..
- (LA) España Sagrada, volume XXIII..
- (LA) Monumenta Germaniae Historica, Scriptores, Tomus IX. URL consultato il 1º marzo 2020 (archiviato dall'url originale il 12 maggio 2013)..
- (LA) Monumenta Germaniae Historica, Scriptores, Tomus XIX. URL consultato il 1º marzo 2020 (archiviato dall'url originale il 14 ottobre 2013)..
- (LA) Cartoulaire de Marseille Saint-Victor Tome I..
- (LA) Histoire Générale de Languedoc, Tome IV, Notes..
- (LA) Viage Literario, Tome V. URL consultato il 24 luglio 2020 (archiviato dall'url originale il 10 gennaio 2014)..

### Letteratura storiografica
- Frederick Maurice Powicke, I regni di Filippo Augusto e Luigi VIII di Francia, in Storia del mondo medievale, vol. V, 1999, pp.776–828;
- Rafael Altamira, La Spagna (1031-1248), in Storia del mondo medievale, vol. V, 1999, pp.865–896;
- Paul Fournier, Il regno di Borgogna o d'Arles dall'XI al XV secolo, in «Storia del mondo medievale», vol. VII, 1999, pp.383–410
- Edgar Prestage, Il Portogallo nel Medioevo, in Storia del mondo medievale, vol. VII, 1999, pp.576–610
- (ES) Crónica de San Juan de la Peña (PDF)..
- (LA) Chronique de Robert de Torigni, abbé de Mont-Saint-Michel, Tome I..
- (FR) Histoire générale de Languedoc, Notes, tomus II, su gallica.bnf.fr.
- (LA) Diplomatari del Masdéu. Volum II, (PDF) (archiviato dall'url originale il 30 agosto 2021)..
- (ES, LA) Los condes de Barcelona vindicados, vol. II..